# Magányos emberek

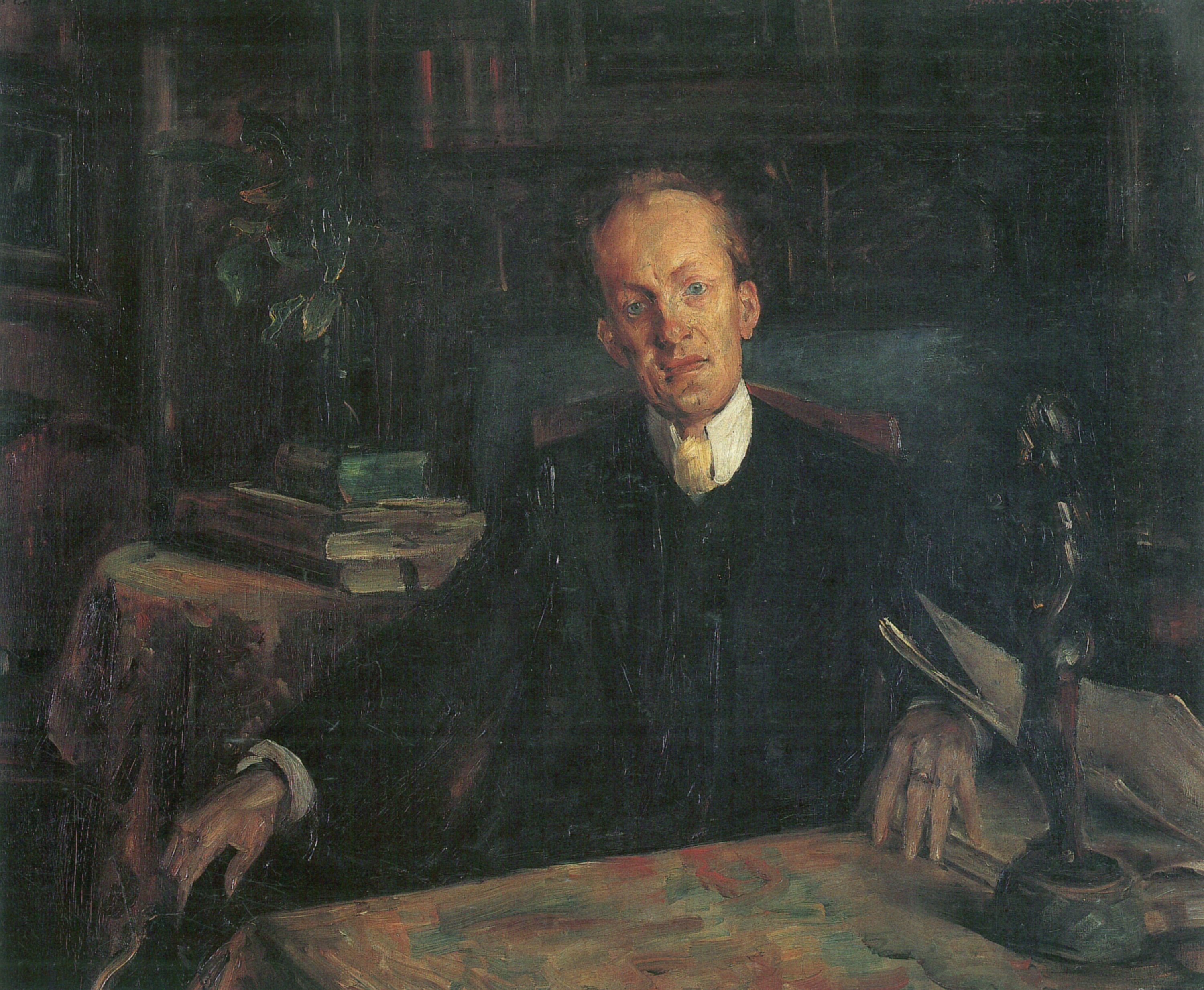
Gerhart Hauptmann Lovis Corinth 1900-ban készült festményén

A Magányos emberek (Einsame Menschen ) a német irodalmi Nobel-díjas Gerhart Hauptmann öt felvonásos drámája, amely 1890. augusztus 17. és november 23-a között Charlottenburgban keletkezett, és amelynek ősbemutatója 1891. január 11-én volt a berlini Residenztheaterben – Cord Hachmann rendezésében és Emanuel Reicherrel Johannes Vockerat szerepében. A berlini Deutsches Theater és a bécsi Burgtheater műsorán ugyancsak szerepelt a dráma 1891-ben. A szöveg 1891-ben a Freien Bühne für modernes Leben c. folyóirat 1–6. számában, előnyomatként jelent meg.
A mű témája: A két nő között őrlődő férfi a saját gyengesége áldozatává válik.

## Cselekmény

### I. felvonás
A huszonnyolc éves tudós, Dr. Johannes Vockerat négy évre kibérel egy vidéki házat a berlini Müggelsee-n. A huszonkét éves feleségétől, Käthe-től született egy fia, akit Kollin, a hetvenhárom éves lelkipászor készül megkeresztelni a házban.
Johannes vendégszerető házat visz.  Ifjúkori barátja Braun, a huszonhat éves festőművész ideiglenesen vele lakik a berlini tónál. A Revalból származó, majdnem nincstelen, huszonnégy éves zürichi egyetemista, Anna Mahr Svájcból érkezik, hogy találkozzék a festővel. Braun és Anna Párizsban ismerkedtek meg, egy kiállításon.
Johannes érdeklődik Anna iránt, elbeszélget vele, és hamarosan megtetszik neki műveltsége és éleslátása. Johannes néhány hétre marasztalja Annát. Felesége, Käthe nem tiltakozik, de titokban sírva fakad. Käthe – aki nem érti Johannes munkáját – a teljes ellentéte az öntudatos egyetemistának. A szűklátókörű Johannes ezt a feleségének a szemébe is mondja.

### II. felvonás
Johannes anyja – az ötven éves Vockeratné – ferde szemmel nézi, hogy a fia Annában megtalálta azt a kisasszonyt, akit a tudományos légváraiban körbekalauzolhat. Johannes diáktársai közül jópáran már régen köztisztviselők lettek, de ő még mindig a tudományos kutatás kenyeret nem adó művészetének él. Braun is szemére veti a barátjának, hogy a "pszichofiziológiai írogatás" értelmetlen. Amint Käthe a háztartás anyagi biztonsága miatt aggódik, világfájdalmas férje lehurrogja.

### III. felvonás
Käthe az anyósának panaszolja nyomorúságát. Johannes soha nem volt az övé: először a barátait, most pedig Annát tartja fontosnak.
Vockeratné cselekszik: kérdőre vonja a fiát, és azt mondja neki, hogy a zürichi ifjú hölgynek el kell hagynia a házat. Johannes öngyilkossággal fenyegetőzik, és megakadályozza, hogy az anyja elűzze Annát. Braun is rendreutasítja a barátját. Johannes nem hallgat rá, és rábeszéli a távozó Annát, hogy maradjon.

### IV. felvonás
Anna világossá teszi Johannes-nak, hogy el kell búcsúzniuk, de amikor Braun családromboló magatartással vádolja, a lány azt a leghatározottabban visszautasítja.
Vockeratné nem akarja vizsgálni, hogy ki volt a csábító, és kegyelemért könyörög Annának. A diáknak sikerül megnyugtatnia Johannes édesanyját azzal, hogy az ittléte nem tart tovább.

### V. felvonás
Johannes fellázad az anyja ellen, mert az el akarja zavarni a vendégét. Az anya a férjétől, a birtok jó hatvan éves bérlőjétől kér segítséget. Az elfoglalt apa sietve érkezik, és a maga jóindulatú módján gyengeséggel vádolja a bűnös fiút – megfűszerezve egy kedves tanáccsal (Ne hanyagold el a kötelességedet!). Johannes nem kíváncsi a régi dolgokra. Az apa – még mindig jóindulatúan –, ragaszkodik az álláspontjához: ő és a felesége nélkülözésben nevelték fel Johannes-t, és most követeli, hogy a fia térjen jobb belátásra. A vétkes Johannes erről hallani sem akar. A hajthatatlan fiút az sem zavarja, hogy fiatal felesége, Käthe időközben lelkibeteg lett.
Johannes egy nagyjelenetben könyörög Annának, hogy maradjon. Gerhart Hauptmann ehhez a jelenethez ezt a szerzői utasítást írta: „A férfi átöleli a lányt, ajkuk egy hosszú, szenvedélyes csókban forr össze, majd Anna kiszabadítja magát az ölelésből, és eltűnik.”
Johannes beváltja a fenyegetését, a tónak megy. Käthe szemrehányást tesz az anyósának és az apósának: miért „űztétek a végletekig”? Käthe korábban megértést tanúsított Johannes iránt, mondván: „… mit is kezdene velem egy ilyen szellemes és tanult ember??“

## Fogadtatás
- 1952: Mayer[8] társadalomkritikát fedez fel a darabban: Käthe élete azért „elfuserált“, mert a polgárlány semmi okosat nem tanulhatott. Házastársa, Dr. Johannes Vockerat pedig feladta álmait: kezdetben a hagyományos világképet akarta felrázni, de végül megalkuvóvá vált. Johannes és Anna kapcsolata Ibsen Rosmersholm-jára emlékezteti (ősbemutató: 1887).
- 1993: Seyppel szerint a darab „langyos szellemi és házassági tragédia“.[9]
- 1995: Leppmann azt írja, hogy Anna Mahr mintája a fiatal lengyel diáklány, Josepha Krzyżanowska-Kodisowa volt.[10][J 2] Anna Mahr jó társaságban lenne Lisaweta Iwanownával (Thomas Mann: Tonio Kröger), egylényegű olyan úttörő asszonyokkal, mint Berta von Suttner, Lily Braun(wd), Lou Andreas-Salomé és Marie Bashkirtseff.[11][J 3] Az orosz diáklánynak, Annának "haladó nézetei miatt el kellett hagynia otthonát", és ő volt az egyetlen, akivel a kétségbeesett magántudós, Johannes Vockerath értelmesen el tudott beszélgetni. Vockerat a "saját szétszórtsága és túlfűtöttsége" miatt bukik el.[12] Hitbéli kérdésekben Leppmann így nyilatkozik: a protestáns Hauptmann nem volt ugyan ateista, de a krisztológiával kapcsolatban mégis szkeptikus volt. Szerinte Kollin lelkipásztor „ájtatosnak és rendszerkonformnak“ tűnik, aki „kényelmesen berendezkedett a földön“.[13] Vockerat öngyilkossgáról pedig ezt írja: „Őt ... egy »idegen«, egy egyetemet végzett orosz nő – aki meghaladja korának erkölcsi fogalmait – eltéríti a helyes útról...“.[14]
- 1998: Marx Gerhart Hauptmannt idézi 1938-ból: Braunt ifjúkori barátjáról, Hugo Ernst Schmidt[15] festőről, Käthe-t pedig a feleségéről, Marie-ról mintázta.
- 1998: Sprengel[16] szerint Gerhart Hauptmann „nagy idiomatikus hitelességű, élethű nyelvezeten" ír, és azt gyanítja, hogy a szerző így „dolgozta fel“ testvére, Carl házasságának a válságát. A Müggelsee-i helyszín pedig az ottani friedrichshageni költők körére, konkrétan Laura Marholmra(wd) utal. Akárcsak Hauptmann korábbi darabjában, a Das Friedensfestben egy idegen, betolakodó, fiatal nő váltja ki a katasztrófát az elemzett családban.
- 2012: Sprengel úgy véli, hogy a szerzőt ebben a korai drámájában Ibsen inspirálta. Az elfordulás majd később történik.[17]

## További bemutatók
- 1891. december 6.: Burgtheater. Ludwig Speidel és Max Kalbeck nem különösebben lelkesedett a bécsi bemutatóért.[18]
- 1893.: Théâtre des Bouffes du Nord,(wd) Párizs: Âmes solitaires (Magányos lelkek), rendező: Aurélien-Marie Lugné-Poe.(wd)
- 1920. február 29.: Deutsches Theater,  Berlin. A szerző maga rendezte az előadást.
- 1929 márciusa: Volksbühne – Landestheater für Ostpreussen und Westpreussen, Königsberg, rendező: Adolf Rott.(wd)
- 1958: Arts Theatre, London,(wd) rendező: Richard Duschinsky,(wd) Johannes szerepében Michael Atkinson.[19]
- 2009 júliusa: Deutsches Schauspielhaus, Hamburg, rendező: Franziska Henschel.[20]
- 2012. október 13.: NORD Studiobühne, Stuttgart, rendező: Stephan Rottkamp.(wd) Johannes szerepében Florian von Manteuffel(wd), Anna: Nadja Stübiger.(wd)
- 2021. október 19.: Deutsches Theater(wd), Berlin, rendező: Daniela Löffner.(wd)[21]
- 2022. december 16.: Katona József Színház, Budapest, rendező: Tarnóczi Jakab.[22]

## Feldolgozások

### Hangjáték
- 1962, SFB(wd). Átdolgozta és rendezte: Curt Goetz-Pflug.(wd) Az idősebb Vockerat szerepében Fritz Tillmann,(wd) a felesége: Trudik Daniel.(wd) Johannes: Thomas Holtzmann,(wd) Käthe: Sabine Sinjen,(wd) Anna Mahr: Gisela Uhlen(wd) Braun: Martin Hirthe.(wd)
- 1962, BR. Átdolgozta és rendezte:: Rudolf Noelte.(wd) Az idősebb Vockerat szerepében Paul Hartmann(wd) a felesége: Mila Kopp,(wd) Johannes: Thomas Holtzmann,(wd) Käthe: Gertrud Kückelmann,(wd) Braun: Gerd Vespermann,(wd) Anna Mahr: Ellen Schwiers.

### Német nyelvű kiadások
- Einsame Menschen. Drama. S. Fischer, Berlin 1891
- Einsame Menschen. Drama. p. 259–369 in Gerhart Hauptmann: Ausgewählte Dramen in vier Bänden. Bd. 1. Mit einer Einführung in das dramatische Werk Gerhart Hauptmanns von Hans Mayer. 692 oldal. Aufbau-Verlag, Berlin 1952 (ezt a kiadást használtuk fel)

### Másodlagos irodalom német nyelven
- Gerhard Stenzel (kiadó.): Gerhart Hauptmanns Werke in zwei Bänden. Band II. 1072 oldal. Verlag Das Bergland-Buch, Salzburg 1956 (Dünndruck), tartalomjegyzék p. 1045–1046
- Joachim Seyppel:(wd) Gerhart Hauptmann (A 20. század koponyái; 121). Átdolgozott kiadás. Morgenbuch-Verlag, Berlin 1993, ISBN 3-371-00378-7
- Wolfgang Leppmann: Gerhart Hauptmann. Eine Biographie. Ullstein, Berlin 1996 (Ullstein-Buch 35608), 415 oldal, ISBN 3-548-35608-7 (az ISBN 3-549-05469-6 kiadással megegyező szöveg, Propyläen, Berlin 1995, alcím:Die Biographie)
- Einsame Menschen, p. 58–64 in: Friedhelm Marx: Gerhart Hauptmann. Reclam, Stuttgart 1998 (RUB 17608, Irodalmi stúdium sorozat). 403 oldal, ISBN 3-15-017608-5
- Peter Sprengel: Geschichte der deutschsprachigen Literatur 1870–1900. Von der Reichsgründung bis zur Jahrhundertwende. München 1998, ISBN 3-406-44104-1
- Peter Sprengel: Gerhart Hauptmann. Bürgerlichkeit und großer Traum. Eine Biographie. 848 oldal. C.H. Beck, München 2012 (1. kiadás.), ISBN 978-3-406-64045-2

## Fordítás
Ez a szócikk részben vagy egészben  az   Einsame Menschen című német Wikipédia-szócikk ezen változatának fordításán alapul.  Az eredeti cikk szerkesztőit annak laptörténete sorolja fel. Ez a jelzés csupán a megfogalmazás eredetét és a szerzői jogokat jelzi, nem szolgál a cikkben szereplő információk forrásmegjelöléseként.

## Webcímek
- A mű szövege online az Internet Archive-ban (S. Fischer, Berlin 1894, 4. kiadás.)
- 2016. május 23.: TV-adás
- WorldCat-bejegyzések